# Bollstadt
Bollstadt ist ein Gemeindeteil der Gemeinde Amerdingen im schwäbischen Landkreis Donau-Ries in Bayern.

## Geographie
Das Pfarrdorf liegt auf einer Waldlichtung, 3 km nordöstlich von Amerdingen. Nordöstlich entspringt der Ursprungsbach, später Bautenbach genannt, Baein Zufluss der Eger. Durch den Ort führt die Kreisstraße DON 7.

## Geologie
Bei Bollstadt befindet sich ein ehemaliger Steinbruch, in dem Suevit abgebaut wurde. Das markante Gestein wurde beim Ries-Ereignis gebildet.

## Geschichte
Im 9. Jahrhundert wurde Bollstadt erstmals erwähnt, als Landgüter in dem Ort an das Kloster Fulda übergeben wurden. Im 13. und 14. Jahrhundert war der Ort Sitz des Rittergeschlechtes derer von Bollstadt, dem der Naturwissenschaftler und Theologe Albertus Magnus angehörte.
1459 wurde ein Schloss (Burgstall Bollstadt) erstmals erwähnt, das 1854 abgebrochen wurde.
1978 wurde die Gemeinde nach Amerdingen eingemeindet.

## Baudenkmäler
- Die katholische Pfarrkirche St. Ulrich stammt aus dem 14. Jahrhundert.